# Fria hansastaden Lübeck

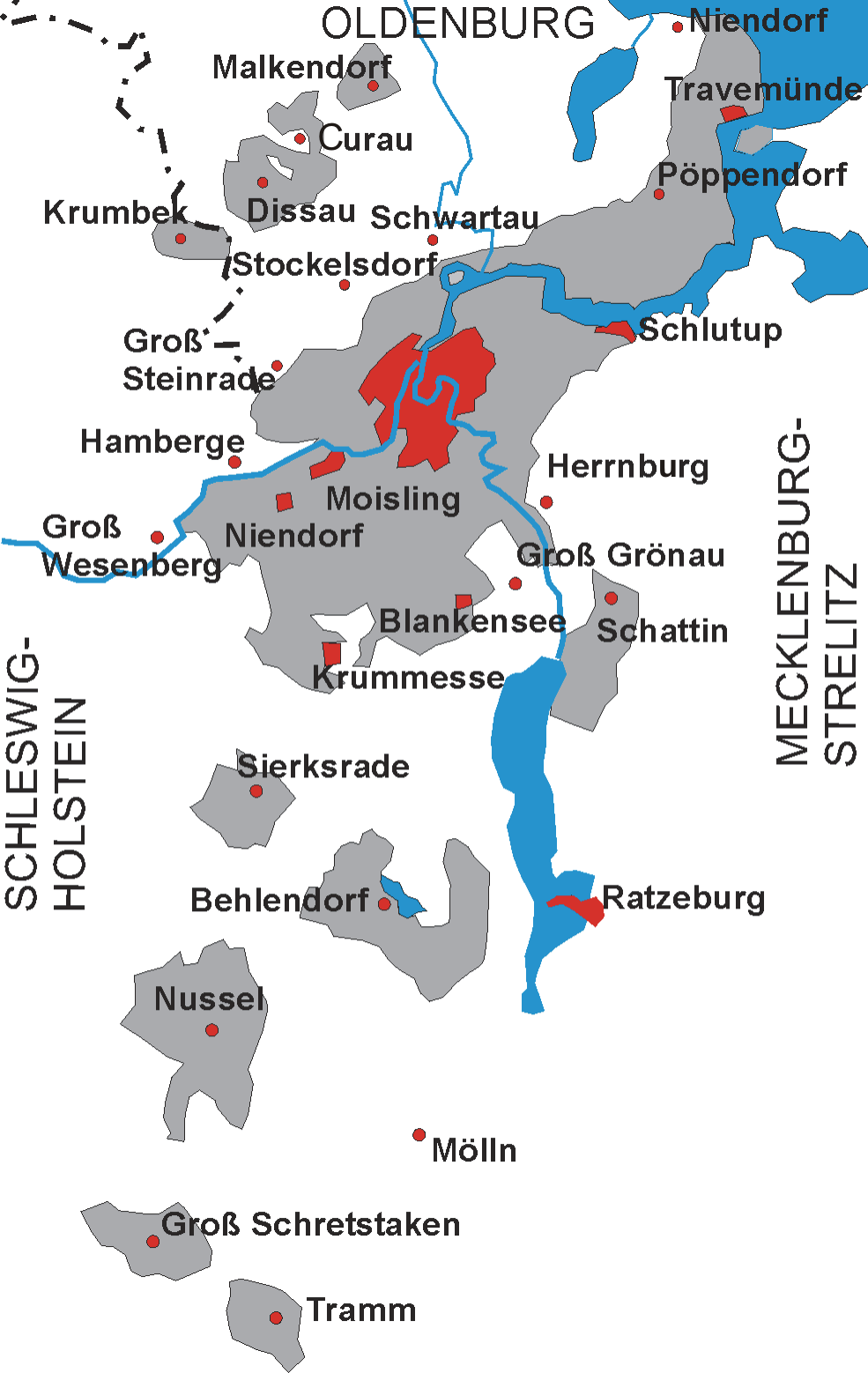

Fria och hansestaden Lübeck var en förbundsstat och stadsstat i Tyska riket,
bestående av dels ett sammanhängande område mellan Östersjön, Holstein, Oldenburgska furstendömet Lübeck, Sachsen-Lauenburg och Mecklenburg, dels nio mindre enklaver i Lauenburg, furstendömet Lübeck och Mecklenburg-Strelitz. 
Lübeck som stat utvecklades ur den självständiga riksstaden och hansestaden Lübeck, som under Tysk-romerska riket var självstyrande inom riket och oberoende av alla feodala länsherrar med undantag för kejsaren. Staden styrdes då som handelsrepublik av borgmästarna och stadens råd.
Under perioderna 1806–1811 samt 1813–1871 var Lübeck en suverän stat, som medlem av Tyska förbundet 1815–1866  och Nordtyska förbundet 1867–1871, och blev sedan en förbundsstat vid Tyska kejsardömets bildande.

## Geografi
Under början av 1900-talet indelades förbundsstaten i staden Lübeck med förstäder, staden Travemünde samt fyra landskommuner. Sammanlagda arealen var då 297,7 km2, varav 26,5 km2 vatten. Staten hade 116 599 invånare år 1910, varav 98 656 inom den egentliga staden Lübeck.
Huvuddelen av statens territorum utgjordes av slättland, genomflutet av floden Trave, som vid sitt utlopp bildar flera vikar och står i förbindelse med Elbe genom Elbe—Trave-kanalen.

## Historia
Lübeck grundades 1143 och erhöll stadsrättigheter och omfattande privilegier enligt förebild från staden Soest år 1160 av hertigen Henrik Lejonet av Sachsen, och kom efter hans fall 1180 under direkt kejserlig kontroll. År 1226 gav den tysk-romerske kejsaren Fredrik II staden status av fri riksstad, som styrdes under sina egna lagar, oberoende av de omgivande feodala länsherrarna och direkt underställd kejsaren. Staden Lübecks lagar kom att kallas Lybska rätten, som bildade modell för många andra Östersjöstäders stadslagar under medeltiden.
Under hög- och senmedeltiden kom Lübeck i praktiken att fungera som Hansans huvudstad, som den största och mäktigaste av medlemmarna vid denna tid. Stadens råd valde både borgmästare och nya medlemmar till rådet som representanter för de olika skråna i staden, och rådsherrarna behöll i allmänhet sina ämbeten på livstid. Efter Grevefejden avtog Lübecks militära makt och internationella inflytande i Östersjöregionen, och 1669 upplöstes i praktiken Hansan.
Lübeck förblev en självständig fri riksstad fram till Tysk-romerska rikets upplösning 1806, och blev därefter en suverän stat under stora delar av 1800-talet. Under fjärde koalitionskriget ställde sig staden neutral och ockuperades av Jean Baptiste Bernadottes franska armé i november 1806.
Staden annekterades av Första franska kejsardömet mellan 1811 och 1813, men återfick därefter sin status som självständig suverän stat, vilket också bekräftades av Wienkongressen 1815. Staden blev medlem av Tyska förbundet 1815 och av Nordtyska förbundet 1867. 
Under mitten av 1800-talet genomfördes konstitutionella reformer i stora delar av Tyskland, och i Lübeck infördes ett parlamentariskt system, med ett folkvalt Bürgerschaft och en senat som fungerade som regering. Staten blev en delstat i Tyska kejsardömet 1871. Under Weimarrepubliken förlorade delstaten mycket av sin självständighet till den federala republiken, bland annat inom skattefrågor.
Under Nazityskland försvagades de tyska förbundsstaternas ställning och Lübecks folkvalda organ kom att hamna i bakgrunden. Genom nya gränsdragningar mellan de tyska förbundsstaterna 1937 kom Lübeck att slås samman med den preussiska provinsen Schleswig-Holstein, och efter 711 år hade därmed den Fria hansastaden Lübeck upphört att existera som stat. Efter andra världskriget kom Lübeck att ligga nära den inomtyska gränsen, så att delar av delstatens tidigare territorium nu låg i den sovjetiska ockupationszonen, och till skillnad från Bremen och Hamburg återupprättades inte Lübeck som delstat utan gjordes till en del av det nya förbundslandet Schleswig-Holstein.

## Förvaltning
Enligt författningen av 29 december 1851, reviderad 7 april 1875, 15 december 1902 och 2 oktober 1907, utövades den lagstiftande makten av senaten och en representation, som benämndes Bürgerschaft ("borgerskapet"). Senaten bestod av 14 på livstid valda, minst 30 år gamla medlemmar. Åtta av dessa tillhörde det lärda ståndet (därav minst sex rättslärda) och av de övriga sex minst fem tillhörde köpmansståndet. De utsågs av en särskild valkommission enligt en invecklad valmetod. Ordföranden, som utsågs för två år, bar titeln Bürgermeister. Senaten övervakade förvaltningen och rättskipningen, utnämnde statens ämbetsmän och utövade benådningsrätt i brottmål.
Bürgerschaft bestod av 120 på sex år valda medlemmar (1/3 avgick vartannat år). Valrätt hade varje borgare, som var minst 25 år, minst fyra år bott inom Lübecks område och under denna tid betalt inkomstskatt. Valmännen delades i två klasser; till den första hörde de, som under de sista åren betalt skatt för en årsinkomst av minst 2 100 mark, i Travemünde och i lantområdet även de, som drev ett jordbruk om minst tre hektar; alla övriga hörde till den andra klassen. Vid valen i staden och förstäderna utser första klassen 90, andra klassen 12 ledamöter av Bürgerschaft; i Travemünde och på landet utser första klassen 15 och andra klassen tre ombud. Valbar var den, som hade valrätt; dock naturligtvis icke senatorer.
För erhållande av borgarrätt fordrades att minst fem år ha bott inom statsområdet. Ett av 30 personer bestående utskott av Bürgerschaft överlade på förhand om senatens förslag och kunde besluta i mindre viktiga finansfrågor. I spetsen för de särskilda förvaltningsgrenarna stod deputationer av senatorer och borgare.

## Rättsväsen
Från 1160, då staden fick stadsrättigheter, fram till att Bürgerliches Gesetzbuch trädde i kraft år 1900, hade staden sina egna lagar som kallades Lybska rätten. Denna skapades under medeltiden och bildade modell för många andra städers stadslagar i Östersjöområdet.
Rättsväsendet var fullständigt skilt från förvaltningen. I Lübeck fanns[när?] en Landgericht (även omfattande oldenburgska furstendömet Lübeck) och en Amtsgericht samt en yrkes- och handelsdomstol.
Dess högsta domstol var den för de 3 fria riksstäderna gemensamma Oberlandesgericht i Hamburg (vilken till 1879 hade sitt säte i staden Lübeck).

## Representation
Fria hansestaden Lübeck sände under det tyska kejsardömet och Weimarrepubliken en representant till tyska riksdagen och hade en röst i förbundsrådet. Vid inträdet i Nordtyska förbundet 1867 avskaffades stadens egna militära styrkor, och därefter uppgick arméns värnpliktiga i den preussiska hären (9:e armékåren).

## Ekonomi
Statens inkomster uppgick för 1911 till 14,5 miljoner mark, dess utgifter till 14,7 miljoner. Statsskulden var samma år 63,14 miljoner mark.

## Stadsvapen
Lübecks vapen var en tvåhövdad örn, med en vit och röd delad sköld på bröstet.

## Källa
Den här artikeln är helt eller delvis baserad på material från Nordisk familjebok, Lübeck, 1904–1926.